# Fort Ozama
Fort Ozama (hiszp. Fortaleza Ozama) – fort będący jednym z ocalałych fragmentów murów obronnych Santo Domingo, stolicy Dominikany. W 1990 roku został wpisany na listę światowego dziedzictwa UNESCO jako część zabytkowej zabudowy miasta Santo Domingo. Kamienna konstrukcja zamku została zachowana w swojej pierwotnej postaci. Wewnątrz fortecy znajdują się tunele i lochy, które służyły jako więzienie w czasach kolonialnych

## Historia
Zbudowany w 1502 roku, jako część fortyfikacji miejskich, jest najstarszym zachowanym budynkiem militarnym zbudowanym przez europejskich kolonistów w Ameryce. Był wykorzystywany w celach militarnych oraz jako więzienie do roku 1960, kiedy został przekształcony w muzeum.